# Андромеда III
Андромеда III — карликовая сфероидальная галактика на расстоянии 2,44 млн световых лет от Земли в созвездии Андромеды. Андромеда III является частью Местной группы галактик и галактикой-спутником Галактики Андромеды (M31). Андромеда III была обнаружена Сидни ван ден Бергом на фотопластинках, отснятых в 1970 и 1971 годах.